# Austrodecus palauense
Austrodecus palauense là một loài nhện biển trong họ Austrodecidae. Loài này thuộc chi Austrodecus. Austrodecus palauense được miêu tả khoa học năm 1983 bởi Child.